# Mendiro (Ngombol)
Mendiro is een bestuurslaag in het regentschap Purworejo van de provincie Midden-Java, Indonesië. Mendiro telt 382 inwoners (volkstelling 2010).